# Stašov (Svitavyi járás)
Stašov település Csehországban, a Svitavyi járásban. Stašov Bystré, Rohozná, Banín, Pomezí, Polička, Jedlová és Radiměř településekkel határos. Lakosainak száma 262 fő (2024. január 1.).

## Népesség
A település lakosságának változását az alábbi diagram mutatja:
| Lakosok száma | 1304 | 1244 | 1090 | 344  | 277  | 258  | 256  | 263  | 261  | 262  |
|               | 1869 | 1890 | 1921 | 1950 | 1980 | 2001 | 2017 | 2019 | 2022 | 2024 |